# 2015年薩拉熱窩槍擊案
2015年薩拉熱窩槍擊案，是指2015年11月一宗發生在波斯尼亞首都薩拉熱窩、造成多人死傷的恐怖主義槍擊事件，由信奉賽萊菲運動的伊斯蘭極端主義份子所為。

## 背景
波斯尼亞的基督徒和穆斯林各佔該國人口的約45%，而截至2015年9月，最少有94名波斯尼亞公民到敘利亞參與伊斯蘭教的聖戰組織。是次襲擊的主兇埃內斯·奧梅拉吉克是一名賽萊菲運動（極端保守伊斯蘭運動）信徒。
而自從較早前在巴黎發生的恐怖襲擊事件後，歐洲各國都已經加強戒備。

## 經過
2015年11月19日，埃內斯·奧梅拉吉克在薩拉熱窩一座軍營附近的彩票销售店以自動火器開槍，殺害了兩名波斯尼亞武裝部隊成員。這兩名被殺的軍人分別名為阿爾明·薩爾基克和涅傑爾季科·拉季克，薩爾基克是一名26歲的波士尼亞克人，拉季克則是34歲的塞爾維亞正教會信徒，兩人據報為好友。
此後，奧梅拉吉克逃離現場，期間向一輛公共汽車開槍，槍傷了另一名軍人，而公共汽車的司機和兩名乘客亦被車窗的玻璃碎片擊中而受傷。奧梅拉吉克逃到自己家裡，警方包圍他的房子，打算突襲進入；與此同時，奧梅拉吉克在屋內引爆爆炸裝置自殺。
據報導，奧梅拉吉克戴上了一個寫上阿拉伯文的髮箍，而他亦曾在襲擊過程中高喊大讚辭。

## 反響
襲擊發生後，波斯尼亞和黑塞哥維那部長會議主席戴尼斯·兹维兹迪奇在緊急會議後宣佈把全國保安提升至最高級別，又形容此事件是針對波斯尼亞全國的襲擊。波斯尼亞當局把此襲擊視為恐怖主義行為。